# ولفاخ
شهر ولفاخ (به آلمانی: Wolfach) در ایالت بادن-وورتمبرگ در کشور آلمان واقع شده‌است.